# 볼렝에

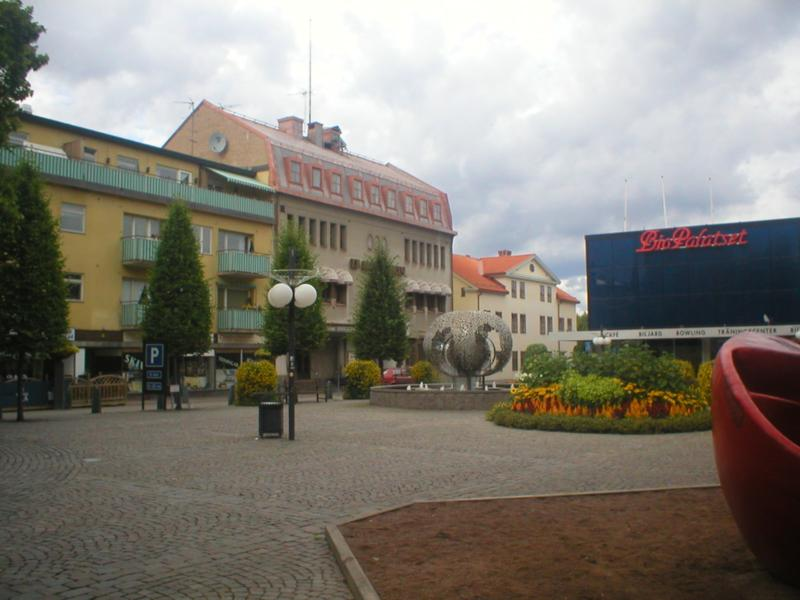
볼렝에 시가지

볼렝에(스웨덴어: Borlänge)는 스웨덴 달라르나주에 위치한 도시로, 면적은 34.36km2, 인구는 41,734명(2010년 기준), 인구 밀도는 1,215명/km2이다. 1390년 문헌에 처음 등장했으며 1944년 시로 승격되었다.

시 문장